# 心靈點滴
《心靈點滴》（英語：Patch Adams），是一部1998年上映的美國劇情電影，由湯姆·薛狄艾克執導，羅賓·威廉斯等人主演；本片改編自心理治療師派奇·亞當斯的真實人生經歷，及其著之小說〈Gesundheit: Good Health is a Laughing Matter〉。本片曾獲金球獎最佳影片提名，羅賓威廉斯獲金球獎最佳男主角提名。

## 劇情
漢特“派奇”亞當斯（羅賓·威廉斯飾）在年少時期，因患有憂鬱症而自願前往療養院治療。當進入院中時，派奇發現醫生根本對病人毫不關心，他認為病人們不是精神異常，而是沒人在乎他們心中的問題。心有所感的派奇為幫助更多人，並且想改變這種醫療方式，於是決定成為一名醫生。
兩年後派奇以「超齡」的年紀考上了醫學院，派奇相信歡笑就是最好的處方，他使用樂觀及關懷的態度去面對學院附屬醫院內的病人，他採用了許多有趣的醫療方式，例如使用醫療器具扮小丑以逗病童開心、講笑話給癌症末期的病人等，在派奇的幫助下幾乎每位病人都成為他的朋友並且變得生氣蓬勃起來。可是他這種創新的思想和做法，卻被保守的醫學院長華特視為眼中釘，並且威脅要他退學，但帕奇依然堅持原先的理想，甚至在他的影響下，同學楚門（丹尼爾·倫敦飾）及凱琳（莫妮卡·波特飾）也陸續加入關懷病人的行列。原先十分在意自己課業的凱琳對於派奇的創新想法不以為然，但在派奇的啟發下逐漸對他有了好感。
隨後在一名派奇在精神病院認識的富翁亞瑟提供土地下，派奇等人在那裡的舊屋佈置了一所讓醫病之間相互關懷的醫院，吸引了許多病人入住。但不久後凱琳卻不幸被院中一名精神患者賴瑞所殺害，讓派奇自責不已，也開始對自己原先的理想感到懷疑。
接踵而來的是他私開診所的事被校方發現，將要面臨著被退學的危境。在公聽會上，派奇以無畏的言論反駁院長的保守以及傳統醫療體系的缺失，同時許多曾經受他幫助過的病人都到場支持他的醫療原則；以及他歷年來名列前茅的學業成績表現，才終於使得派奇免於退學而順利畢業，派奇也重獲對病人關心的熱情，成為一名專業醫生。

## 演員表
| 演員                                      | 角色                                                         |
| ----------------------------------------- | ------------------------------------------------------------ |
| 羅賓·威廉斯 Robin Williams                | 漢特·“派奇”·亞當斯 Dr. Hunter "Patch" Adams                  |
| 丹尼爾·倫敦 Daniel London                 | 楚門·史奇夫 Truman Schiff                                    |
| 莫妮卡·波特 Monica Potter                 | 凱琳·費雪 Carin Fisher                                       |
| 菲利浦·西摩·霍夫曼 Philip Seymour Hoffman | 米契·羅曼（派奇亦敵亦友的室友） Mitch Roman                  |
| 鲍勃·冈顿 Bob Gunton                      | 華特院長（保守的醫學院院長） Dean Walcott                    |
| 哈洛·古爾德 Harold Gould                  | 亞瑟·曼德森（曾在精神病院受派奇幫助的富翁） Arthur Mendelson |

## 票房與評價
該片在票房上取得了成功，在美上映時打破聖誕節影片之票房紀錄，三天票房累積共兩千五百三十萬美元。但影評則是褒貶各有，最值得注意的是派奇·亞當斯的本尊對本片也有微詞，他並不希望導演把這部電影拍成主角是醫生的搞笑鬧劇，不過另一方面，派奇也這麼形容他和羅賓威廉斯第一次見面的感覺：「他和我一起到醫院扮小丑，我就像是見到自己的兄弟，我沒見過心地這麼善良、大方和充滿幽默感的人。」。

## 外部連結
- 互联网电影数据库（IMDb）上《心靈點滴》的资料（英文）
- 爛番茄上《心靈點滴》的資料（英文）
- 派奇·亞當斯的官方網站 （页面存档备份，存于）
- Patch Adams the film VS the real Patch Adams （页面存档备份，存于）